# ASK Klagenfurt (szachy)
ASK Klagenfurt, pełna nazwa Klagenfurter Arbeiterschachklub – austriacki klub szachowy z siedzibą w Klagenfurcie, mistrz kraju z 1981 roku.

## Historia
Klub został założony w 1920 roku. W 1974 roku ASK Klagenfurt zdobył wicemistrzostwo Austrii, a w sezonie 1975/1976 uczestniczył w inauguracyjnym sezonie Staatsligi, zajmując wówczas siódme miejsce. W 1980 roku zespół zajął drugie miejsce w lidze, za Merkurem Graz. W sezonie 1980/1981 ASK Klagenfurt zdobył mistrzostwo kraju. W 1983 roku klub zakończył rozgrywki ligowe na trzeciej pozycji, w latach 1984 i 1986 był drugi w lidze, a w latach 1985 i 1987 ponownie trzeci. W 1987 roku sponsorem tytularnym klubu został Raiffeisen. W 1989 roku klub połączył się z Klagenfurter SV, tworząc ASK/KSV Klagenfurt, które w 1997 roku przekształcono w SC Die Klagenfurter.